# Valiha

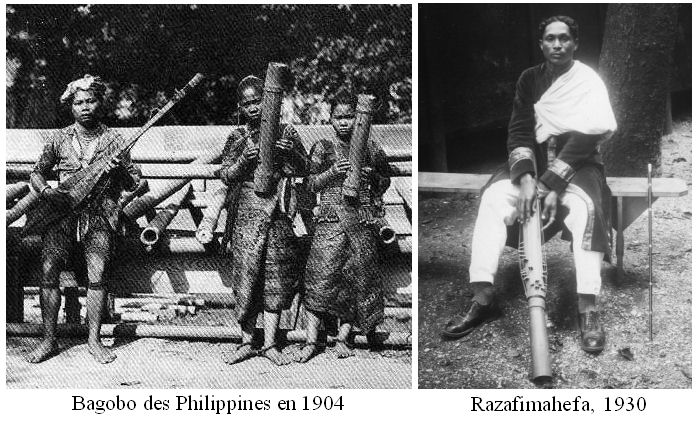
Tocadores de valiha das Filipinas e de Madagascar

Valiha é um instrumento musical de cordas típico de Madagascar, considerado como instrumento nacional do país.
Seu formato é semelhante ao de uma cítara, com a caixa de ressonância feita de uma haste cilíndrica oca de bambu. As cordas eram tradicionalmente feitas com fios de córtex das plantas. Instrumentos modernos usam cordas de guitarra ou fios metálicos torcidos a partir de cabos de freios de bicicleta. Os cabos são afrouxados em fios individuais, e cada corda pode ser composta por uma cadeia simples ou de dois fios torcidos, dependendo das preferências de quem irá tocar o instrumento.